# Agenor Fernandes Barbosa
Agenor Fernandes Barbosa (Montes Claros, 21 de outubro de 1896 — São Paulo, 26 de fevereiro de 1976) foi um poeta, jornalista, funcionário público, natural de Montes Claros. Foi o único poeta mineiro a participar da Semana de Arte Moderna.

## Biografia
Tendo nascido em Montes Claros, no norte do Estado de Minas Gerais, filho do alferes José Fernandes Barbosa e Francisca Brasiliana de Carvalho. Era primo do político mineiro Antônio Gonçalves Chaves, do Padre Augusto Prudêncio da Silva e do tenente Camilo Fernandes Ferreira. Fez curso primário em sua cidade natal e o secundário em Belo Horizonte. 
Ao mudar com a família para Belo Horizonte, Agenor trabalhou nas secretarias da Agricultura e do Interior, do Estado de Minas, na mesma época em que atuava na imprensa, como repórter do Diário de Minas, Estado de Minas e das revistas A Vida de Minas e Vita, em que publicou frequentemente.
Djalma Andrade, da Academia Mineira de Letras, na seção História Alegre de Belo Horizonte, publicada no jornal Estado de Minas, exaltou-o: “Agenor Barbosa, quando jovem, foi um dos poetas mais queridos de Belo Horizonte. Muito magro, muito pálido, escrevia nas revistas versos líricos, que eram gravados de cor pelas garotas de 1915".
Retornando a São Paulo, ingressou como escritor no Correio Paulistano.Agenor atuou na direção da editoria literária do periódico A Cigarra, que teve como colaboradores diferentes intelectuais, dentre eles Sérgio Buarque de Holanda e Monteiro Lobato.
Em 10 de julho de 1921, Agenor Barbosa foi nomeado Escriturário da Secretaria do Interior, no Estado de São Paulo. No mesmo ano, escreveu o artigo "Carriego, o poeta do subúrbio" sobre o poeta argentino Evaristo Carriego na Revista do Brasil, cujo diretor e editor era Monteiro Lobato. 
Em 1922, foi nomeado Oficial de Gabinete de Washington Luiz, permanecendo, então, na Casa Civil do Governo do Estado de São Paulo, nas administrações que se sucederam, até 1929. Agenor Barbosa participou ativamente da campanha presidencial de Júlio Prestes, que embora eleito, logo foi impedido de tomar posse pela Revolução de 1930.

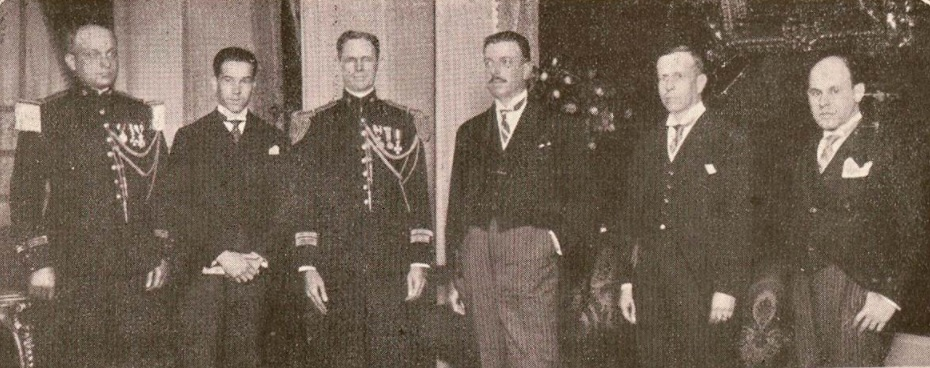
Posse do governo do Estado de São Paulo da gestão de Júlio Prestes em 1927, sendo Agenor Barbosa o segundo parte esquerda

Entre 1922 e 1930, em São Paulo, Agenor participou e promoveu diversos eventos da sociedade paulistana, promovidos pelos governos e pela elite da região, sendo assim conhecido por todos os intelectuais da época. 
Se formou na Faculdade de Direito de São Paulo, turma 95, em 24 de dezembro de 1926. E em 23 de maio de 1929 foi nomeado como servidor público no cargo vitalício de Escrivão do 8º Ofício Cível e Comercial da Comarca da Capital.
Agenor Barbosa se casou com Josephina Bruno Barbosa (1907-1953) e tiveram dois filhos: João Fernandes Barbosa e o advogado Agenor Barbosa Junior, casado com Carmen Yole Bevilacqua Barbosa.

## Atualismo: entre o Simbolismo e o Modernismo
A produção literária da primeira fase do escritor ocorre quando residia em Belo Horizonte e publicava nas revistas Vita (1913-1915), com edição mensal, e A vida de Minas (1915-1916), com edição quinzenal, na qual os poemas apresentam características da estética simbolista. No segundo momento, o poeta transferiu-se para São Paulo e publicou no jornal Correio Paulistano (1920-1924), com edição diária, e na revista A vida moderna (1907-1926), com edição quinzenal, poemas vanguardistas ligados à primeira fase do movimento Modernista no Brasil, momento em que o escritor é tido como futurista por Oswald de Andrade e por Menotti Del Picchia.
Agenor Barbosa era considerado entre os poetas que adotavam o Simbolismo, mas diante de sua aproximação com os futuristas (como eram chamados os modernistas), muitos críticos confundiam sua poesia com a daquele movimento, antes da Semana de 22. Em resposta a um de seus críticos Barbosa explica como entende que sua poesia está relacionada aos movimentos literários da época:
"aconselho-te a me não classificar mais entre os futuristas, embora com tal classificação só me sinta, sinceramente, honrado: é que, aqueles que tenham lido meus versos e acompanhado a minha prosa, não causará boa impressão a impropriedade com que me classificas. Serei o que quiseres; simbolista, naturista, integralista ou outras acuses em "ista", que tanto te seduzem a tua mania classificadora; mas futurista é que não. Tenho desejo de ser, simplesmente, um daqueles tantos obscuros trabalhadores da arte, que se esforçam anônima e ingloriamente para atualiza-la neste tempo e nestes lugares, onde a tradição é um culto irrevogável e onde os mortos, como na moralidade de Comte, ainda tanto governam os vivos".
Em suas memórias, Cassiano Ricardo relembra “alguns episódios do Correio Paulistano que eu já ia esquecendo: o jornal do P.R.P. se tornou o quartel general nosso, na ‘Revolução sem Sangue’. O secretário Antônio Carlos da Fonseca e mais Agenor Barbosa, Brasil Gerson, Fausto de Almeida Prado Camargo, Francisco Pati, Genolino Amado, Hélio Silva, Hermes Lima, Alcides Cunha, João Raimundo Ribeiro, José Lannes, Vítor Azevedo, Nóbrega da Siqueira, Osvaldo Costa, formavam o grupo intelectual do P.R.P. e alguns deles se puseram ao lado dos guerrilheiros verde-amarelos. A redação era frequentada por elementos da velha guarda partidária, como Washington Luís (que tão bem compreendeu Brecheret), Júlio Prestes, Ataliba Leonel e outros políticos da situação vigente, mas nenhum deles estranhava que o órgão conservador virasse revolucionário”

## Semana de Arte Moderna
Entre os participantes da Semana, havia um mineiro, pouco conhecido presentemente: o poeta Agenor Barbosa, nascido em Montes Claros em 1896 e evocado recentemente por um historiador da região – Haroldo Lívio. Este reconhece que o vate norte-mineiro é até ignorado presentemente por seus conterrâneos, ainda que outro menestrel, Cândido Canela, o considerasse “o maior de todos os nascidos na cidade”. Foi reverenciado em São Paulo, que o elegeu para o rol dos dez maiores poetas paulistas, juntamente com Guilherme de Almeida, Menotti Del Picchia e outras celebridades e cresceu “ainda mais, conquistando lugar cativo no coração dos paulistas, que o tinham como um dos nomes gloriosos da literatura de São Paulo, a despeito de mineiro do sertão”.
Segundo os biógrafos Ivana Ferrante Rebello e Fabiano Lopes de Paula "Agenor Barbosa, que recitou poema de sua autoria em Companhia de Mário de Andrade e Menotti Del Picchia, no segundo dia do evento, é citado em todas as historiografias e estudos sobre os eventos da Semana de 22, mas nenhuma menciona seu papel na organização e divulgação da Semana, ao lado de Del Picchia, Mário e Oswald de Andrade".
Menotti Del Picchia, em longo artigo publicado em sua CHRONICA SOCIAL, em 16 de novembro, de 1921, caracteriza vários poetas que compõem o grupo pioneiro de modernistas: Mário de Andrade, Oswald de Andrade, Moacyr Deabreu, Plínio Salgado, Guilherme de Almeida e Agenor Barbosa. O poeta de Minas Gerais é assim apresentado: “Agenor Barbosa – Uma tristeza mineira numa capa de garoa a sonhar com estrelas sob arcos voltaicos, entre o estridor argentário dos bondes da Light...”
Ao tratar sobre o movimento modernista, Sérgio Buarque de Holanda destaca a importância de Agenor Barbosa, dentre os que não eram naturais de São Paulo, mas que contribuíram com a literatura: "Seria injusto não citar Ribeiro Couto, Agenor Barbosa e Afonso Schmidt, que, embora não sejam todos paulistas ou não residam em São Paulo, nem por isso deixam de colaborar para o seu progresso literário".

## O único aplaudido na Semana de Arte Moderna
Em 15 de fevereiro de 1922, na segunda noite da Semana de Arte Moderna, Agenor Barbosa leu o poema "Os pássaros de aço", que foi aplaudido, ao contrário dos outros poetas do dia que foram rejeitados pelo público.
Desde o artigo “O meu poeta futurista” de Oswald de Andrade, em 1921, a palavra futurismo passa a ser utilizada indiscriminadamente para toda e qualquer manifestação de comportamento modernista, em tom na maioria das vezes pejorativo. A partir de então as críticas se intensificaram cada vez mais, até culminar com as intensas vaias nos dias de apresentação da Semana de 22. Comentando sobre o segundo dia de apresentações da Semana de Arte Moderna, o autor do periódico "A vida moderna", informa que Agenor Barbosa foi o único poeta a ser aplaudido no dia 15 de fevereiro, posto que ele não era um futurista: 
"E Menotti: "Ides ouvir outro poeta: Agenor Barbosa..." Agenor disse o seu numero e tudo ouviu e applaudiu: é que ele não é futurista e os seus versos eram poesia!"

## Homenagens póstumas
Em 26 de fevereiro de 1976 faleceu Agenor Fernandes Barbosa, deixando um legado literário ainda a ser explorado pelos estudiosos.  
Por meio do Decreto nº 13.949 de 11 de novembro de 1976, Olavo Egydio Setubal, o prefeito do município de São Paulo, oficializou que a Rua "5", Jaguaré passava a ser denominada de Rua "Dr. Agenor Fernandes Barbosa", em homenagem ao escritor.

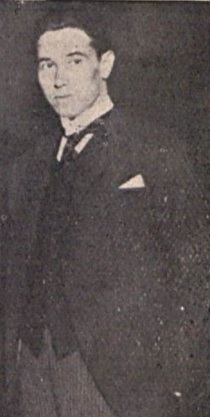
Agenor Fernandes Barbosa em 1924